# Ernie Irvan

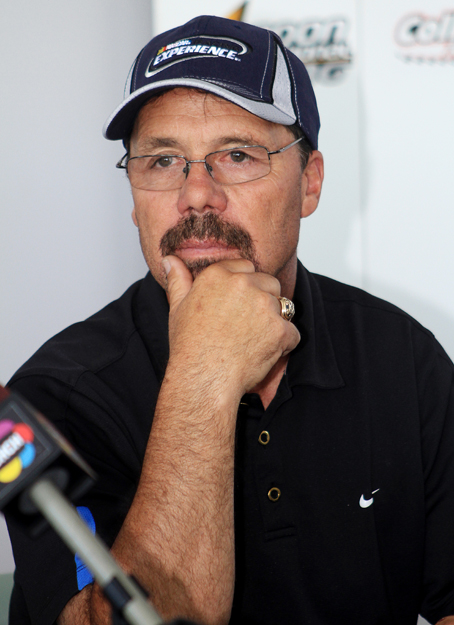
Ernie Irvan, fotografiado en 2011.

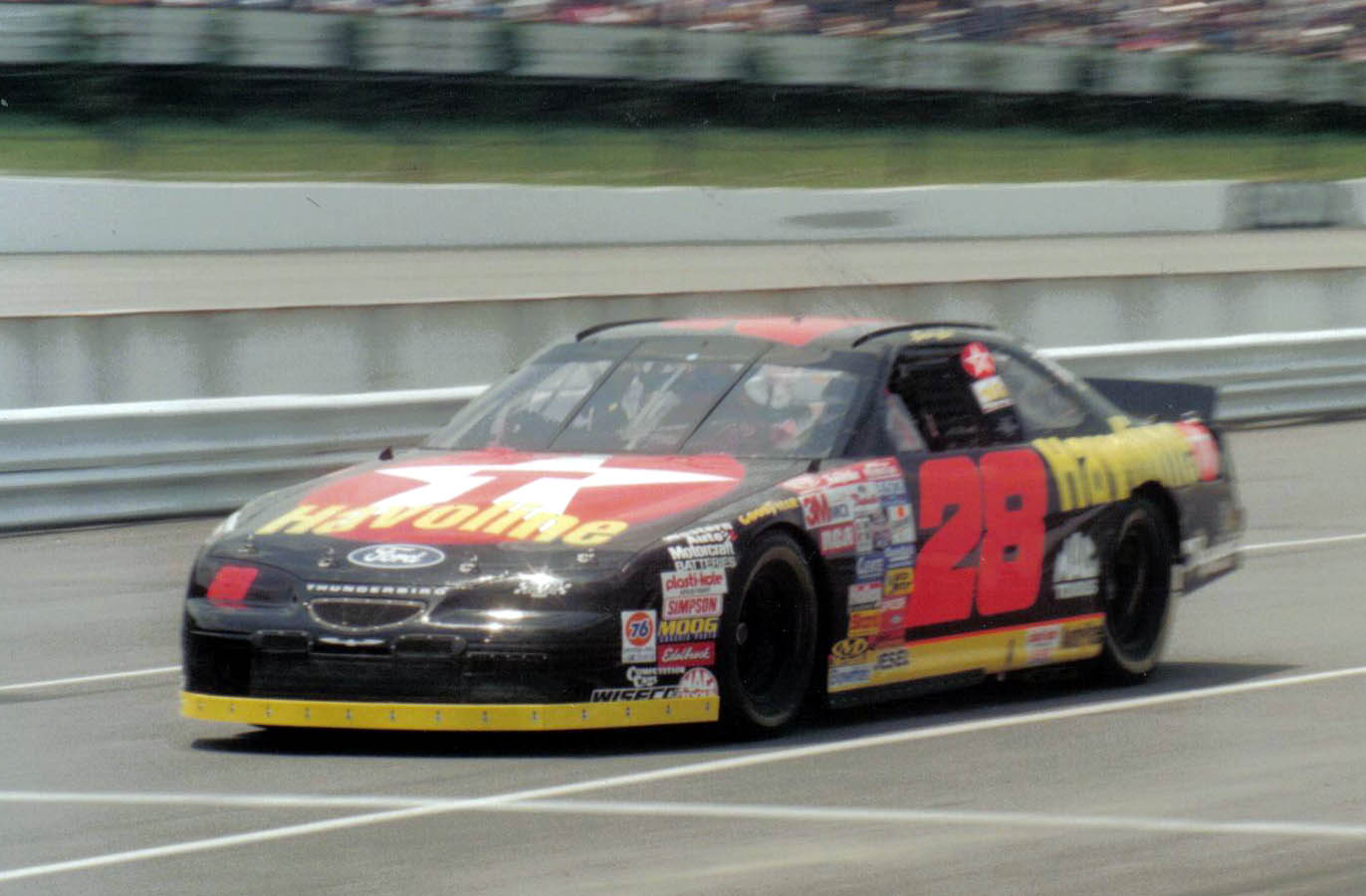
Ernie Irvan conduciendo un Ford en 1997

Virgil Earnest Irvan, más comúnmente conocido como Ernie Irvan (nacido el 13 de enero de 1959 en Salinas, California, Estados Unidos) es un piloto retirado de automovilismo que se destacó en stock cars, más precisamente en NASCAR. 
Irvan disputó 313 carreras por la Copa NASCAR entre los años 1987 y 1999, donde logró 15 triunfos, 124 top 10, y 22 poles, destacándose una victoria en las 500 Millas de Daytona en 1991. El mejor resultado de campeonato que logró Irvan fue un quinto puesto en 1991. También finalizó sexto en 1993, noveno en 1990, y décimo en 1996.
Él corrió para distintos equipos, entre ellos para Larry McClure entre 1990 y 1993, y Yates entre 1993 y 1997, y en su trayectoria en la Copa condujo tanto autos Ford como las marcas de General Motors (Chevrolet, Oldsmobile y Pontiac).
Aparte de sus participaciones en Copa, compitió en la Busch Series (donde logró 3 victorias en 57 carreras) y en la Truck Series (donde solo sumó 8 top 10), antes de retirarse del automovilismo en 1999.

## Accidente en Míchigan
Ernie disputaba la NASCAR Winston Cup Series de 1994, liderando la clasificación y luchando por ganar el campeonato de 1994. 
En el Michigan International Speedway, durante una sesión de práctica matutina del sábado, sufrió un fuerte accidente. Según los conductores en la pista, al automóvil se le pinchó un neumático delantero derecho, enviando a Irvan al muro exterior de la curva dos a más de 170 millas por hora (273 km / h). Los trabajadores de emergencia en la pista lo sacaron con cuidado del automóvil y lo trasladaron de inmediato al Hospital Saint Joseph, Michigan. 
Había un médico traumatólogo presente, que le realizó una traqueotomía de emergencia con una navaja en la pista. Se le diagnosticó una fractura de la base del cráneo, y lesiones pulmonares. Sólo le dieron un 10% de posibilidades de sobrevivir a la noche. 
Irvan se aferró a la vida durante los dos primeros días. A principios de septiembre, Irvan figuraba en condición "regular" y fue retirado del soporte del ventilador para la respiración asistida.

## Recuperación total
Unas semanas más tarde, se consideró que estaba lo suficientemente bien como para ser transferido al Instituto de Rehabilitación de Charlotte en Charlotte. Unas semanas después de la transferencia, Irvan apareció y se dirigió a los fanáticos en Charlotte Motor Speedway, antes del inicio de Mello Yello 500 .
Menos de dos meses después, en el banquete de gala de los premios NASCAR en Nueva York, Irvan subió al escenario del Grand Ballroom del Hotel Waldorf-Astoria para recibir el premio True Value Hard Charger. A pesar de perderse las últimas 11 carreras al final de la temporada, Irvan aún se ubicó entre los cinco primeros con la mayor cantidad de vueltas lideradas. Además, Irvan empató con Geoff Bodine por la mayor cantidad de poles ganadas durante la temporada.

### Recuperación y regreso
Irvan ingresando a su auto en Charlotte Motor Speedway en 1996.
Durante los primeros ocho meses de 1995, Irvan se mantuvo concentrado en regresar a las carreras de la Copa Winston y realizó trabajos de transmisión para TNN mientras se recuperaba. Pasó por rehabilitación y entrenamiento de fuerza para recuperar su fuerza física. El 16 de septiembre, NASCAR autorizó a Irvan a competir.
Su primer intento de clasificarse para la carrera de NASCAR Craftsman Truck Series en Martinsville terminó cuando el campo se estableció por puntos después de que la calificación se salvó por lluvia. Irvan calificó su camioneta en la pole exterior para el evento del fin de semana siguiente en North Wilkesboro Speedway el 30 de septiembre. Seis vueltas después de que se bajara la bandera verde, Irvan pasó al piloto de la pole, Mike Skinner por el liderato. Irvan lideró otras 23 vueltas antes de que los problemas mecánicos lo dejaran fuera.
Ernie Irvan se puede considerar afortunado, al ser uno de los muy pocos pilotos de la copa NASCAR, en sufrir una grave lesión en la base del cráneo durante un fuerte accidente en competición, y vivir para contarlo; y no sólo eso, sino que, tras una larga recuperación, volvió a enfundarse el mono ignífugo, a colocarse casco y guantes, para volver a la competición automovilística al mismo nivel que competía anteriormente a su grave accidente.